# John Rae
John Rae (Stromness, 30 settembre 1813 – Londra, 22 luglio 1893) è stato un esploratore britannico che si dedicò all'esplorazione dell'artico canadese.
Nacque a Stromness, nella parrocchia di Orphir sulle isole Orcadi e dopo aver studiato medicina a Edimburgo, Rae entrò a servizio della Compagnia della Baia di Hudson come dottore. Accettò un posto come chirurgo a Moose Factory, Ontario dove rimase per dieci anni. Nel 1846 si arrischiò in una prima spedizione scoprendo l'istmo che porta il suo nome e che collega la penisola di Melville al continente, e nel 1848 si unì a John Richardson alla ricerca del Passaggio a nord-ovest.
Nel 1853, Rae fu coinvolto nell'esplorazione della Terra di Re Guglielmo, e venne a contatto con gli Inuit. Da loro ottenne preziose informazioni sulla precedente spedizione di John Franklin che era andata dispersa. 
Le scandalose e male accolte informazioni che Rae scoprì inerenti al cannibalismo come ultima risorsa utilizzata da Franklin, portò l'esploratore ad essere respinto dalle istituzioni britanniche; Rae morì così in una relativa oscurità.

Fu sepolto nel cimitero della cattedrale di St. Magnus, a Kirkwall.
Lo stretto di Rae, tra la Boothia e l'Isola di Re Guglielmo, e l'istmo di Rae sono stati così chiamati in suo onore. Entrambi i luoghi si trovano nel territorio del Nunavut.